# Michele Luppi
Michele Luppi (Carpi, 7 aprile 1974) è un cantante, tastierista, bassista, produttore e vocal coach italiano.

## Biografia
Diplomato presso il Musicians Insititute di Hollywood in California, nel 2003 entra nei Vision Divine, con cui pubblicherà Stream of Consciousness, The Perfect Machine, il DVD Stage of Consciousness e The 25th Hour, aprendo i concerti di band come Dream Theater e Queensrÿche. Nel 2008 lascia il gruppo dopo cinque anni. 
Ha fondato il gruppo Killing Touch con i quali pubblica l'album One of a Kind, occupandosi della scrittura di tutti i brani.
Canta nel primo album solista di Maurizio Solieri, col quale scrive ed interpreta Please Believe Me, che entra a far parte della colonna sonora del film One More Day. Il tour di supporto all'album comprende aperture per Deep Purple, nelle sei date italiane, ZZ Top e AC/DC.
Nel 2010 prende parte ad un concerto evento a Bologna con Yngwie J. Malmsteen, Glenn Hughes, Gregg Bissonette, Derek Sherinian, George Lynch, Dough Aldrich, Neil Murray e Timo Tolkki.
Nello stesso anno entra nel gruppo symphonic metal Thaurorod con la quale partecipa al Power Of Metal Tour 2011.
Nel 2012 entra nei Secret Sphere coi quali scrive e produce Portrait Of A Dying Heart e il remake A Time Never Come.
Nel 2015, David Coverdale, cantante dei Whitesnake, annuncia il suo ingresso in formazione come tastierista e corista, poi nel 2020 lascia i Secret Sphere dopo otto anni.
Nel 2024 viene ingaggiato come cantante turnista dai Mr. Big per le due date del tour nel Regno Unito per aiutare il cantante Eric Martin.
Nell'aprile 2025 rientra a far parte dei Vision Divine.

## Discografia

### Vision Divine
- Stream of Consciousness - (2004)
- The Perfect Machine - (2005)
- Stage Of Consciousness DVD - (2005)
- The 25th Hour - (2007)

### Michele Luppi's Heaven
- Strive - (2005)

### Los Angeles
- Los Angeles - (2007)
- Neverland - (2009)

### Killing Touch
- One of a Kind - (2009)

### Secret Sphere
- Portrait of a Dying Heart - (2012)
- A Time Never Come - 2015 edition - (2015)
- One Night in Tokyo (live) - (2016)
- The Nature of Time - (2017)

### Whitesnake
- The Purple Tour - (2018)
- Flesh & Blood - (2019)
- The Blues Album - (2021)